# 傑克·霍布斯
積克·賀比斯（英語：Jack Hobbs，1988年8月18日—）是一名英格蘭職業足球員，司職中堅。

## 生平
賀比斯出身於他成長地的本地球會林肯城的青訓系統，於年僅14歲已為林肯城U19青年軍射入首個入球。2004年3月獲林肯城提供自2004/05年球季開始的三年獎學金。於2005年1月15日首次代表一隊在完場前後補上陣對，雖然只踢了3分鐘，但以16歲另149日成為球會歷來在聯賽上陣最年輕的球員。
2005年8月2日在利物浦接受試訓後，獲利物浦賞識，據報付出75萬英鎊從林肯城把他羅致，未滿17歲的賀比斯與利物浦簽署預定合約。賀比斯在與愛華頓預備隊的「迷你」默西賽德郡打吡首次扳甲代表利物浦預備隊上陣。於年滿17歲後，賀比斯正式與利物浦簽訂為期三年的職業合約。於2005/06年球季在利物浦預備隊陣中穩佔中堅席位，更在（David Raven）外借到燦美爾後擔任隊長，帶領預備隊在英格蘭足總青年盃決賽兩回合累計3-2擊敗曼城。2006年夏季賀比斯獲挑戰加入一隊的季前熱身賽，並獲得上陣的機會。
2007/08年球季，賀比斯開始得到升上一隊機會，加上利物浦後衛兵源緊張，間中亦有後備上陣的機會。2008年1月24日被外借到在英冠為保級努力的斯肯索普直到球季結束。
外借期滿返回利物浦後，由於中堅位置有人滿之患，賀比斯為爭取上陣機會再被外借到剛降級英甲的莱斯特城一個球季。在為球隊贏得英甲冠軍及成功返回英冠後，2009年4月24日李斯特城宣佈正式羅致賀比斯，雙方簽約四年，轉會費估計為40萬英鎊，他的母會林肯城可按附加條款收取25%分紅。
賀比斯雖然獲選李斯特城2009/10年度最佳球員，但在新任領隊艾歷臣麾下卻非必然正選，李斯特城於1月轉會窗從車路士借用後，艾歷臣表示賀比斯可供外借，2011年2月15日賀比斯獲借用到另一支英冠球隊侯城直到球季結束，與前李斯特城領隊（Nigel Pearson）再次相逢。
球季結束後侯城正式羅致賀比斯，於2011年6月30日雙方簽署三年合約，轉會費初步約為85萬英鎊，最終可提升至100萬英鎊。
2013年7月16日，英冠球會诺丁汉森林從侯城借用賀比斯一個球季，並於球季結束後正式簽入，轉會費金額沒有公佈，合約為期兩年。
2014年1月24日，侯城召回賀比斯歸隊。
2014年1月31日，诺丁汉森林正式從侯城簽入賀比斯，轉會費金額沒有公佈，合約為期四年半。
2014年3月1日，诺丁汉森林証實賀比斯膝部受傷要提早結束賽季。

## 榮譽
利物浦
- 英格蘭足總青年盃冠軍：2005/06年；

李斯特城
- 英格蘭甲級聯賽〈第三級〉冠軍：2008/09年；

## 外部連結
- （英文）足球数据库：傑克·霍布斯的球员统计数据
- （英文）利物浦官網：賀比斯簡歷
- （英文）LFChistory.net：賀比斯簡歷 （页面存档备份，存于）